# Glyphoglossus brooksii
Espèce
Synonymes
- Colpoglossus brooksii Boulenger, 1904
- Calluella brooksii (Boulenger, 1904)

Statut de conservation UICN

 LC  : Préoccupation mineure
Glyphoglossus brooksii est une espèce d'amphibiens de la famille des Microhylidae.

## Répartition
Cette espèce est endémique de Bornéo. Elle se rencontre dans l'extrême Ouest de l'État de Sarawak en Malaisie orientale et dans le centre Nord du Kalimantan en Indonésie,.

## Description
Glyphoglossus brooksii mesure environ 50 mm. Son dos est jaunâtre et présente des veinules brun foncé qui forment un réseau sur les flancs et les membres. Une tache en forme de)-(orne sa tête et sa nuque. Son ventre est blanc. Sa gorge est tachée de petites lignes ondulées de couleur brune.

## Étymologie
Cette espèce est nommée en l'honneur de Cecil Joslin Brooks (1875–1953) qui a découvert l'holotype.

## Publication originale
- Boulenger, 1904 : Description of a new Genus of Frogs of the Family Dyscophidae, and List of the Genera and Species of that Family. The annals and magazine of natural history : zoology, botany, and geology, sér. 7, vol. 13, p. 42-44 (texte intégral).